# Установленная база
Установленная база (англ. Installed base) или установленная пользовательская база (англ. Installed customer base) — количество единиц рассматриваемого вида продукта, которое было продано и используется пользователями. Термин часто используется в компьютерной индустрии.

## Описание
Установленная база пользователей относится к тем пользователям, кто в настоящее время использует продукт компании. Если пользовательская база (англ. customer base) представляет собой всё множество пользователей, которые когда либо покупали продукт хотя бы один раз, то установленная база является его подмножеством и отражает только тех пользователей, которые в настоящее время или в рассматриваемый период используют продукт компании. Например, если компания продаёт принтеры, то её установленная база включает в себя только тех пользователей, которые в настоящее время имеют дома или в офисе работающий принтер.
Установленная база является важным фактором в том смысле, что она формирует базу лояльных пользователей, которые включают в себя тех, кто покупает продукт повторно. Для таких пользователей отличается маркетинг, так как они прямо сейчас используют продукт компании. Например, они могут купить больше таких же принтеров при расширении офиса, а также этим пользователям можно предоставить аксессуары для имеющихся принтеров, обновления программного обеспечения, компьютерные приложения. Повышение качества сервиса и предоставление технической поддержки для таких пользователей может простимулировать продажи в будущем.